# Wapen van Waadhoeke
Het wapen van Waadhoeke is het gemeentelijke wapen van de Friese gemeente Waadhoeke. Deze gemeente ontstond in 2018 uit een fusie van de gemeenten Franekeradeel, het Bildt en Menaldumadeel. Hierbij werden de dorpen Welsrijp, Baijum, Winsum en Spannum van de gemeente Littenseradeel gevoegd. Het wapen werd verleend per Koninklijk besluit van 20 december 2019, het wapendiploma werd uitgereikt op 25 maart 2020.

## Beschrijving
De officiële beschrijving luidt:
 Links geschuind van azuur en sinopel met over alles heen een schuinlinkse zilveren punt. Het schild gedekt met een gouden kroon van drie bladeren en tweemaal drie parels, rechts gehouden door de godin Minerva, het naar links gewende hoofd gedekt met een helm, houdende een ovaal schild en een lans in de rechterhand, en links gehouden door de godin Ceres, houdende een bundel korenaren over de linker onderarm, alles van goud.

## Symboliek
Het wapen symboliseert de ligging van de gemeente aan de Waddenzee. Blauw staat voor het water en groen voor het land. De witte baan staat hierbij symbool voor dynamiek en vooruitgang. De schildhouders van het wapen zijn de Romeinse godinnen Minerva (links of heraldisch rechs) en Ceres (rechts of heraldisch links). Minerva, godin van wijsheid, kunst en techniek, verwijst naar de Universiteit van Franeker en Ceres, godin van de oogst, verwijst naar de landbouw. Ceres kwam reeds voor als schildhouder op de wapens van de stad Franeker en van Franekeradeel. Op laatstgenoemd wapen kwam tevens Minerva als tweede schildhouder voor. Het wapen wordt gedekt door een zogenaamde Friese grietenijkroon.

## Eerder voorstel
Dit afgekeurde voorstel bevatte elementen uit de voormalige gemeenten. Daar de wapens van alle gemeenten blauw bevatten, werd voor deze kleur gekozen als achtergrondkleur. De twee rozen komen voor op zowel het wapen van Franekeradeel als op de wapens van Littenseradeel en Hennaarderadeel. De zogenaamde "zeehoorn" is afkomstig van het wapen van het Bildt. Als schildhouder werd gekozen voor de eenhoorn uit het wapen van Menaldumadeel. De dijk als ondergrond van het wapen is afgeleid van het wapen van Barradeel, tevens een verwijzing naar de ligging aan zee. Dit voorstel werd echter afgekeurd, omdat men vond dat het wapen te ouderwets aandeed. Hierop werd in 2019 het traject gestart voor het ontwerpen van een nieuw wapen.

## Verwante wapens

Wapen van Franeker
Wapen van Franekeradeel
Wapen van Menaldumadeel
Wapen van Littenseradeel
Wapen van het Bildt

Achtkarspelen · Ameland · Dantumadeel · De Friese Meren · Harlingen · Heerenveen ·Leeuwarden ·  Noardeast-Fryslân · Ooststellingwerf · Opsterland · Schiermonnikoog · Smallingerland · Súdwest-Fryslân · Terschelling · Tietjerksteradeel · Vlieland · Waadhoeke · Weststellingwerf